# 吉川京輔
吉川 京輔（よしかわ きょうすけ、1978年11月8日 - ）は、千葉県出身の元サッカー選手、サッカー指導者。Jリーグ・コンサドーレ札幌に所属していた現役時代はDF（センターバック）とボランチを務めた。

## 来歴
高校時代はサッカー強豪校、市立船橋高校で副キャプテンを務めるとともに守備の中心選手として活躍。1996年に行われた第75回全国高校サッカー選手権大会では北嶋秀朗、佐藤陽彦、中村直志らとともに同校の優勝に貢献した。2学年上には、森崎嘉之、鈴木和裕、茶野隆行、1学年上には式田高義が在籍していた。
高校卒業後はプロ入りせず筑波大学に進学し、1999年には総理大臣杯優勝を経験。天皇杯にも出場した。2000年はキャプテンを務め、ベストイレブンに選出されるなどの活躍をし、2001年にチームメートの曽田雄志とともにJ1コンサドーレ札幌への入団が決定した。プロ1年目は出場機会がなかったものの、2002年は柱谷哲二監督によって開幕スタメンに抜擢される。しかし、開幕戦は守備が崩壊。その後も数試合に出場するが守備は不安定なままで、ポジションを失ってしまう。シーズン後半からはボランチに転向し、出場機会を得始めるが、チームは無念のJ2降格。2003年も主にボランチとして起用され、積極的な攻め上がりに加え、試合終盤はパワープレー要員として最前線にあがるなどプレーの幅を広げたが、負傷もあってコンスタントに出場することは出来ず、シーズン終了後に戦力外通告を受け退団。現役を引退した。

### 引退後
コンサドーレ札幌の旭川ユースチームコーチの誘いがあったが辞退し、2004年からは三菱養和スポーツスクールでコーチを務め、同U-15チームのコーチを経て2007年からはスポーツ関係企業に就職し、同社契約選手のサポートを行っている。

## 所属クラブ
- 船橋市立船橋高等学校
- 筑波大学
- 2001年 - 2003年 コンサドーレ札幌

## 個人成績
| 国内大会個人成績 | 国内大会個人成績 | 国内大会個人成績 | 国内大会個人成績 | 国内大会個人成績 | 国内大会個人成績 | 国内大会個人成績 | 国内大会個人成績 | 国内大会個人成績 | 国内大会個人成績 | 国内大会個人成績 | 国内大会個人成績 |
| 年度             | クラブ           | 背番号           | リーグ           | リーグ戦         | リーグ戦         | リーグ杯         | リーグ杯         | オープン杯       | オープン杯       | 期間通算         | 期間通算         |
| 年度             | クラブ           | 背番号           | リーグ           | 出場             | 得点             | 出場             | 得点             | 出場             | 得点             | 出場             | 得点             |
| 日本             | 日本             | 日本             | 日本             | リーグ戦         | リーグ戦         | リーグ杯         | リーグ杯         | 天皇杯           | 天皇杯           | 期間通算         | 期間通算         |
| ---------------- | ---------------- | ---------------- | ---------------- | ---------------- | ---------------- | ---------------- | ---------------- | ---------------- | ---------------- | ---------------- | ---------------- |
| 1999             | 筑波大           | 4                | -                | -                | -                | -                | -                | 1                | 0                | 1                | 0                |
| 2001             | 札幌             | 22               | J1               | 0                | 0                | 0                | 0                | 0                | 0                | 0                | 0                |
| 2002             | 札幌             | 22               | J1               | 9                | 0                | 3                | 0                | 0                | 0                | 12               | 0                |
| 2003             | 札幌             | 22               | J2               | 14               | 0                | -                | -                | 0                | 0                | 14               | 0                |
| 通算             | 日本             | 日本             | J1               | 9                | 0                | 3                | 0                | 0                | 0                | 12               | 0                |
| 通算             | 日本             | 日本             | J2               | 14               | 0                | -                | -                | 0                | 0                | 14               | 0                |
| 通算             | 日本             | 日本             | 他               | -                | -                | -                | -                | 1                | 0                | 1                | 0                |
| 総通算           | 総通算           | 総通算           | 総通算           | 23               | 0                | 3                | 0                | 1                | 0                | 27               | 0                |

## 代表歴
- 1995年 FIFA U-17世界選手権 エクアドル大会